# Acalyptaini
Tribu
Synonymes
- Acalyptini Blatchley, 1926

Les Acalyptaini sont une tribu de punaises-dentelle (Tingidae), des insectes hémiptères hétéroptères. Elle compte cinq genres et un peu moins de 150 espèces, toutes phytophages et de répartition principalement holarctique.

## Description

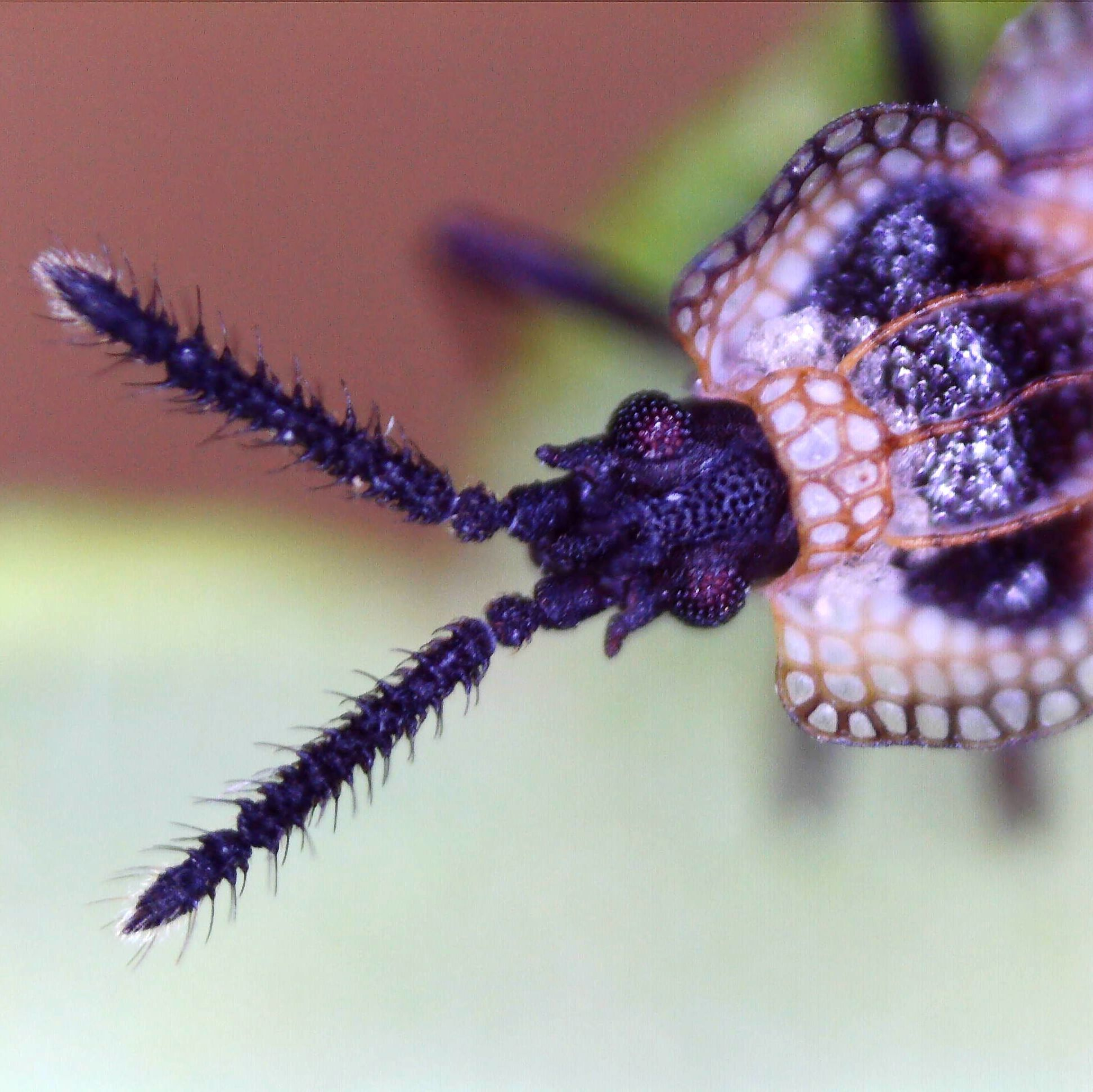
Détail de la tête de Kalama tricornis, montrant les deux épines (ou « cornes ») frontales et le premier article antennaire dépassant le clypéus.

Les punaises-dentelles de cette tribu peuvent être identifiées morphologiquement par le fait qu'elles portent deux épines frontales ou quatre (deux frontales et deux occipitales), sans épine médiane (ou tubercule), des buccules (renflements à la base du rostre) non refermées vers l'avant, un pronotum avec un paranotum légèrement oblique, non réfléchi, et une partie postérieure applatie. L'ouverture de la glande odoriférante métathoracique ne comporte pas d'aire évaporatoire (péritrème). Au niveau génital, l'édéage est différent de tous les autres Tinginae, avec deux structures distinctes, un ductus seminis bifurqué et un diverticule endosomal petit,.
Au niveau chromosomique, il existe également une différence constatée dans quatre des cinq genres composant cette tribu. Leur caryotype diffère de celui des Tingini, par la formule 2n = 12 + X0/XX (mâle/femelle), par contraste avec la formule 2n = 12 + XY/XX (mâle/femelle) chez les Tingini, c'est-à-dire que la différence entre les mâles et les femelles se fait par l'absence d'un chromosome X plutôt que par la présence d'un chromosome Y.

## Répartition
La répartition des Acalyptaini est holarctique, mais quelques espèces ont été identifiées dans les régions tropicales d'Afrique et d'Asie.
En France, on en recense 26 espèces, dans les genres Acalypta (treize espèces), Derephysia (trois espèces), Dictyonota (six espèces) et Kalama (quatre espèces). En Suisse, le genre Acalypta est représenté par huit espèces, ainsi qu'au moins une espèce du genre Derephysia (D. foliacea), une du genre Dictyonota (D. strichnocera) et une du genre Kalama (Kalama tricornis).
Au Québec, on en recense deux espèces, Acalypta lillianis et Kalama tricornis.

## Biologie

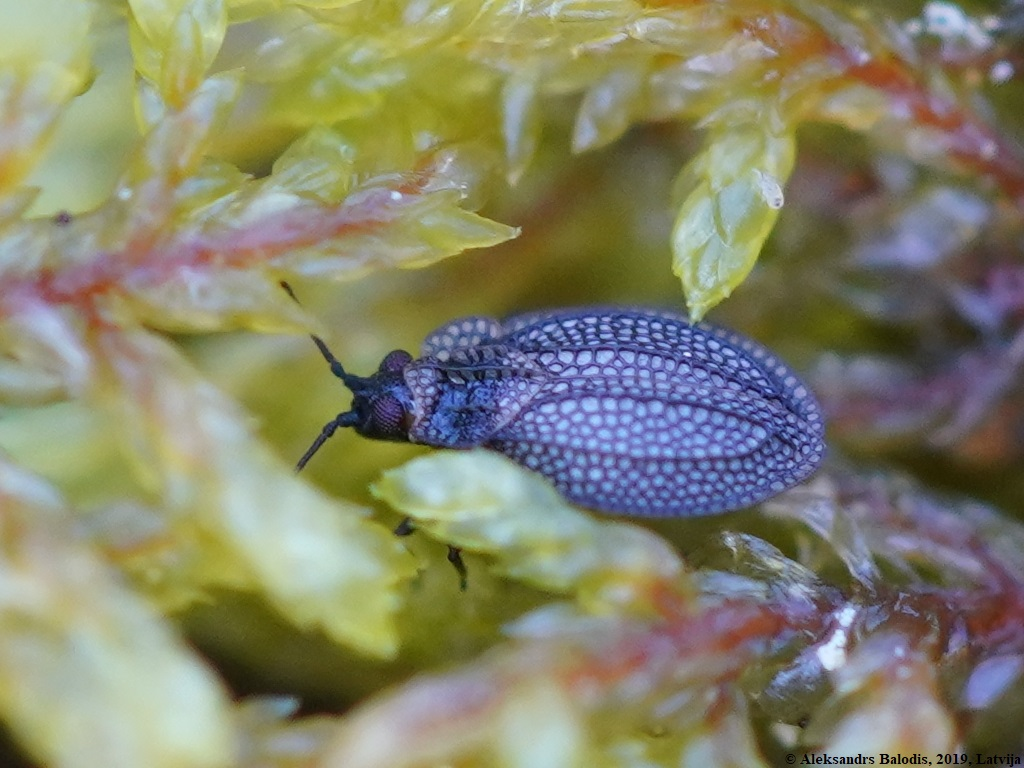
Une Acalypta nigrina dans de la mousse (Lettonie).

Une myrmécophilie est suspectée chez certains genres, mais peut également être le fait d'une simple tolérance aux fourmis.
Concernant leur alimentation, il s'agit d'espèce phytophages, comme les autres Tingidae, sans qu'on dispose encore de beaucoup d'informations. Certaines espèces sont muscicoles (Acalypta, peut-être Kalama), certaines Dictyonota sont associées aux Fabaceae, et d'autres aux Chenopodiaceae.
L'accouplement a été peu observé. Lorsque c'est le cas, la position d'un angle à 60° a été observée.

## Systématique

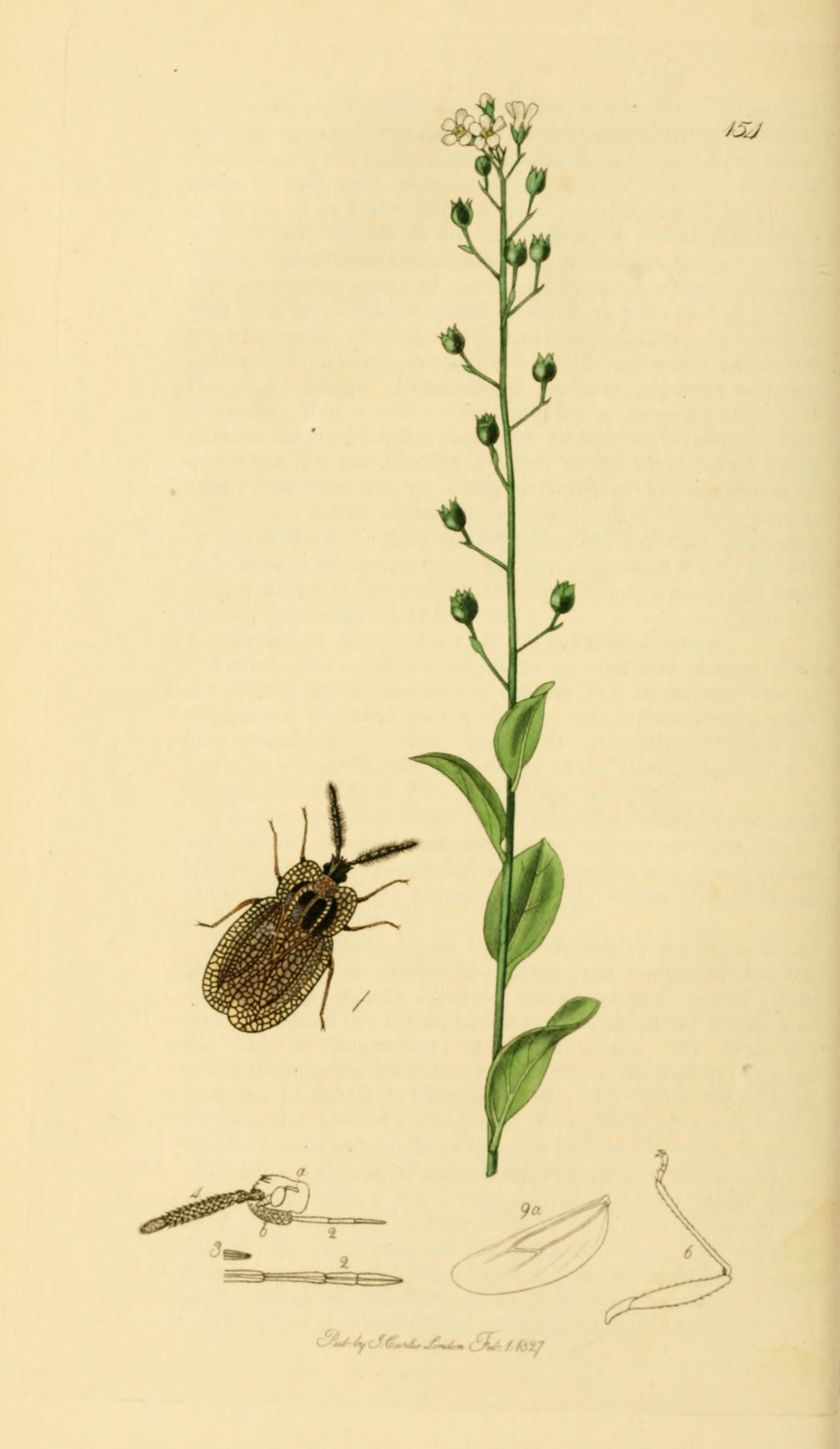
Gravure de John Curtis représentant Kalama tricornis, publiée dans British Entomology, vol 7 (1836)

Cette tribu a été restaurée par des travaux récents, pour réunir cinq genres de Tinginae présentant des caractères communs, reconnus depuis longtemps. La systématique des Tinginae et des Tingini reste encore à préciser. A l'origine, la tribu a été créée en 1926 par Willis S. Blatchley (d) (1859-1940) pour réunir deux genres, Acalypta Westwood, 1906 et Drakella Bergroth, 1922, qui a cependant été synonymisé avec le précédent en 1928. Acalypta a ensuite été réintroduit dans les Tingini par Drake et Ruhoff en 1965. Ceux-ci créent alors les Ypsotingini pour comprendre sept genres, dont Dictyonota (y compris Biskria Puton, 1874, synonymisé en 1975), et Derephysia. Un sous-genre du premier, Kalama a ensuite été élevé au rang de genre par Jean Péricart en 1982. Toutefois, plusieurs auteurs subséquent ont considéré les Tinginae comme un tout, sans distinction de tribus telles que Litaedini, Tingini et Ypsotingini. C'est le cas de Péricart, qui identifie uniquement des groupes de genres, avec un  « groupe 1 » regroupant précisément les futurs Acalytaini (p. 54) et constituant selon lui une « lignée angarienne » (p. 56) (voir aussi Péricart et Golub, 1996, ou Guilbert & al., 2014, qui distingue toutefois les Phatnomatini des Tingini). La tribu des Acalyptaini est finalement restaurée par les travaux de Victor et Natalya Golub en 2019, qui mettent en évidence que les critères de définition des Ypsotingini, notamment une tête allongée dépassant l'apex du premier segment antennaire ne s'applique pas aux genres Acalypta, Derephysia, Dictyonota et Kalama, ni par la réduction du clavus (partie interne de la corie) chez les formes macroptères. Ces auteurs indiquent que les genres Campylosteira et Sphaerista (compris dans le groupe 1 de Péricart) présentent des caractéristiques morphologiques similaires, mais n'ont pu faire l'objet d'une étude caryotypique et ne sont donc pas inclus. Barbara Lis & al. confirment la monophylie de ce groupe par une analyse moléculaire en 2023, après avoir rajouté le genre Recaredus à la liste des membres de la tribu.
Le genre type est Acalypta. Le nom de la tribu devrait donc être « Acalyptini », mais afin d'éviter l'homonymie avec Acalyptini C.G. Thompson, 1859, une tribu d'insectes coléoptères Curculionidae, la Commission internationale de nomenclature zoologique a admis une dérogation et l'adjonction du suffixe -ini au nom de genre entier, donnant « Acalyptaini »,.

### Fossiles
Plusieurs fossiles associés à des genres de cette tribu ont été découvert. Dans le genre Derephysia, deux espèces fossiles ont été découverte en France (†Derephysia tyche) et en Espagne (†Derephysia penalveri), remontant respectivement au Rupélien (Oligocène, −33 à −28,4 millions d'années) et à l'Orléanien (Miocène −20 à −16 millions d'années). Un fossile associé au genre Dictyonota, dans une espèce appelée †Dictyonota petrifacta a été découvert en Russie et remonte au Chattien (Oligocène, −28 à −23 millions d'années).

### Liste des genres
Selon Lis, Domagala et Lis, 2023, les genres sont les suivants :
- genre Acalypta Westwood, 1840
- genre Derephysia Spinola, 1837
- genre Dictyonota Curtis, 1827
- genre Kalama Puton, 1876
- genre Recaredus Distant, 1909

## Galerie

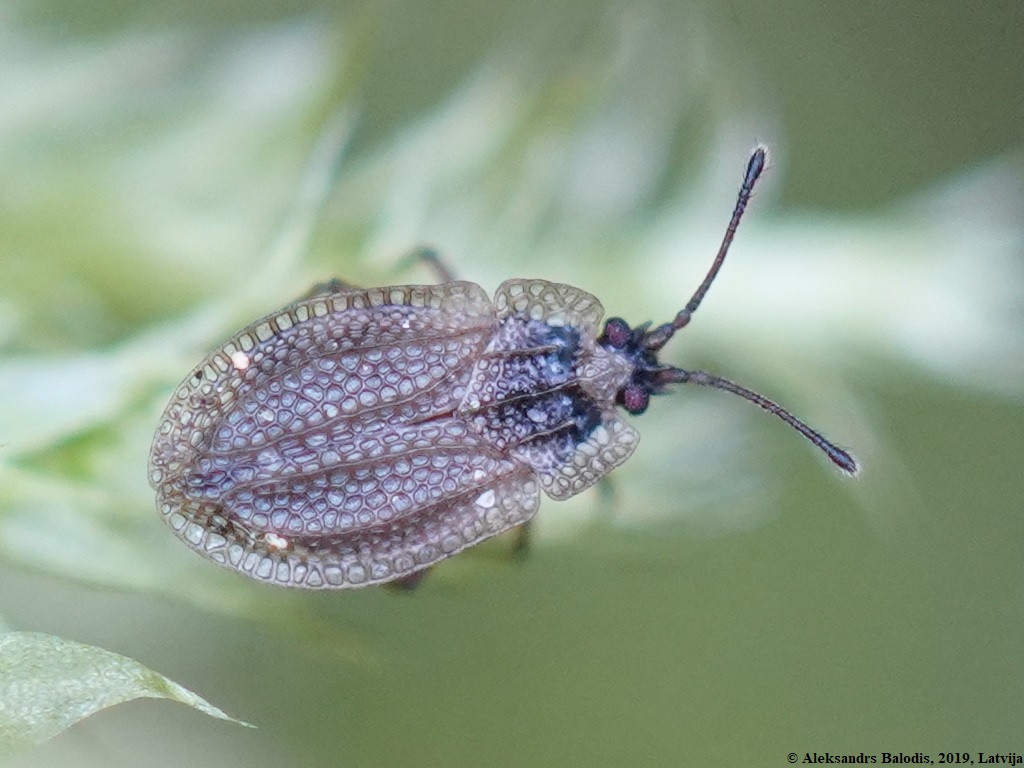
Acalypta carinata, espèce type du genre type des Acalyptaini, photographie en Lettonie.
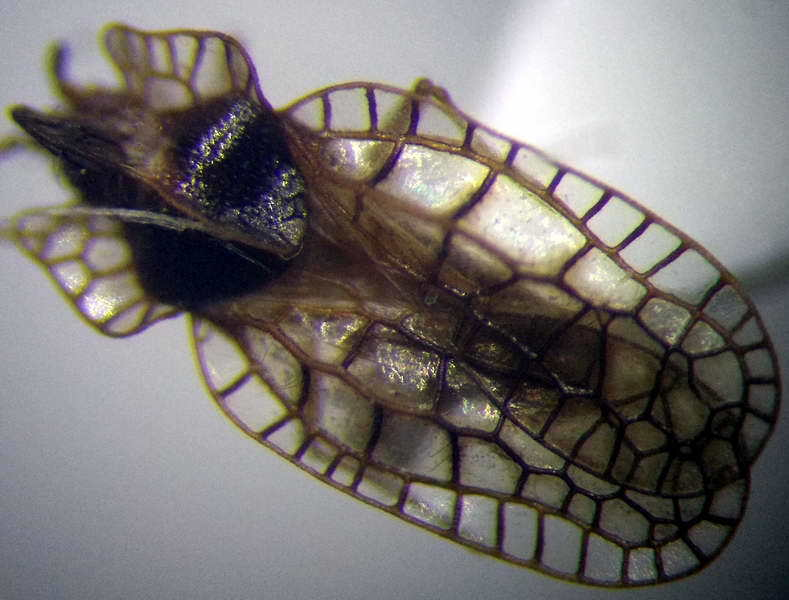
Derephysia cristata, spécimen de collection, Russie.
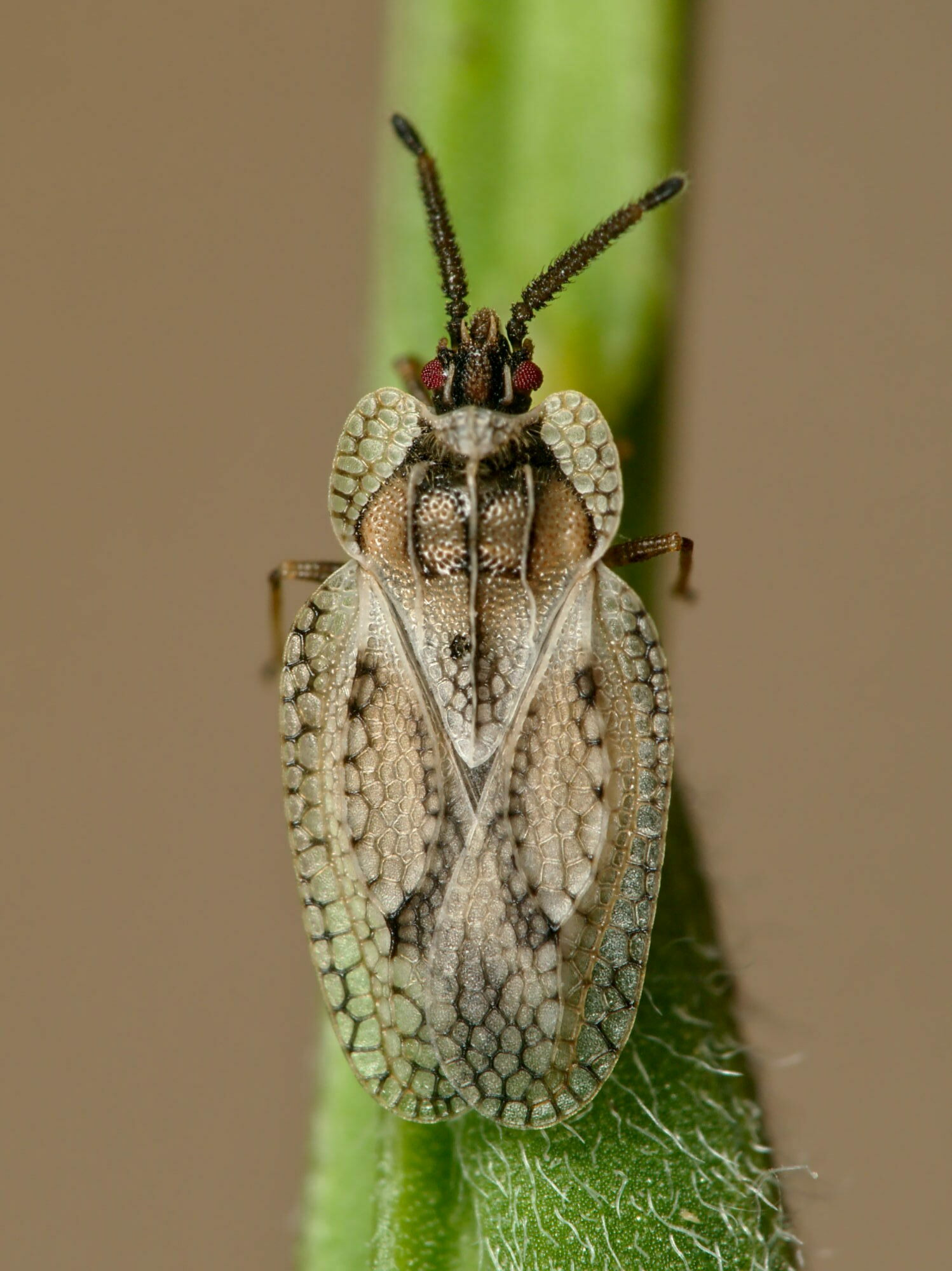
Dictyonota fuliginosa, Belgique.
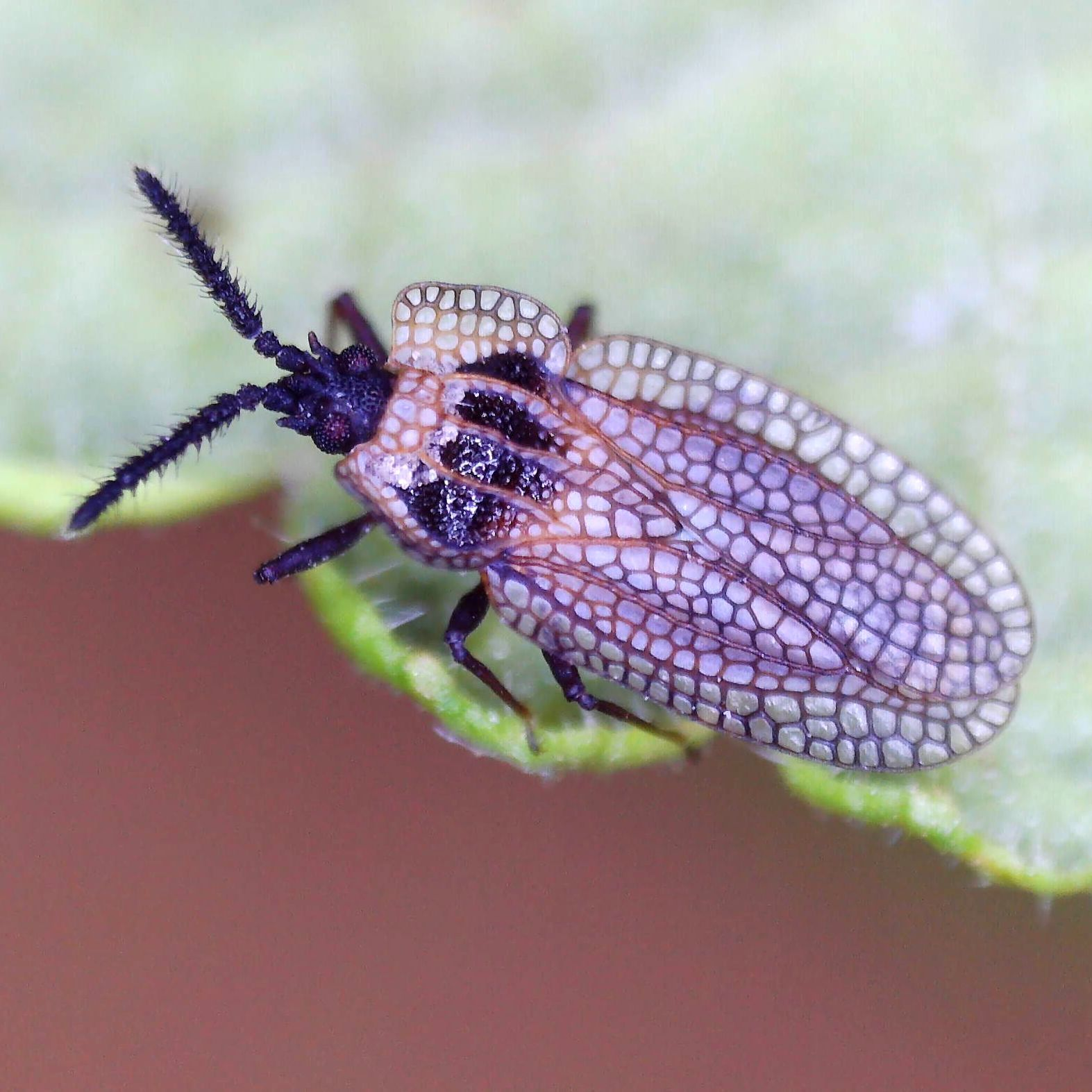
Kalama tricornis, Angleterre.
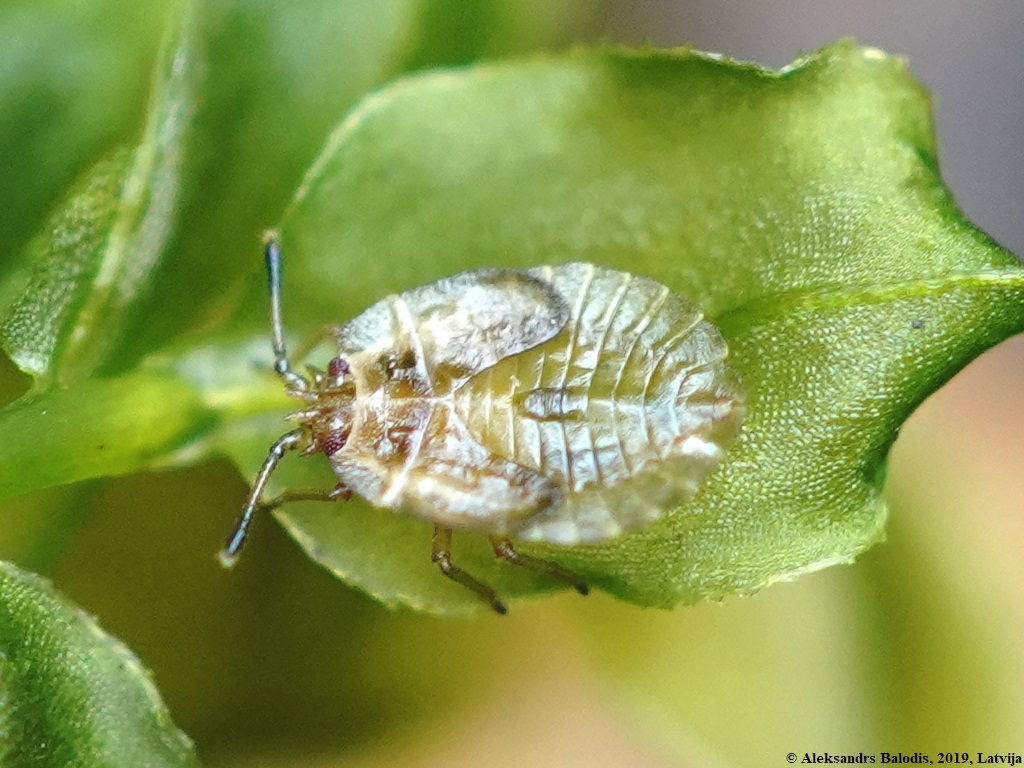
Juvénile d'Acalypta carinata au stade 5, Lettonie.